# Виторган, Максим Эммануилович
Макси́м Эммануи́лович Виторга́н (род. 10 сентября 1972, Москва) — российский актёр театра, кино, телевидения и дубляжа, режиссёр театра и телевидения, теле- и радиоведущий.

## Биография

### Ранние годы
Родился 10 сентября 1972 года в семье актёров Эммануила Виторгана и Аллы Балтер.
Учился в московской школе № 20 с преподаванием ряда предметов на английском языке (Вспольный пер, дом 6, стр. 3, ныне школа 1239).
В 1993 году окончил ГИТИС (курс И. И. Судаковой).

### Карьера
После окончания института был принят в МТЮЗ, где играл в классических постановках: «Гроза» и «Казнь декабристов».
В 1999 году перешёл в театр Ленком, там он играл в спектаклях: «Жестокие игры», «Мудрец», «Секс, ложь и видео». Через два года его приняли в труппу МХАТа им. Чехова. Играл в спектаклях «Антигона», «Ю», «Лёгкий привкус измены», «Количество», «Преступление и наказание».
В 2004 году он выступил в качестве режиссёра телевизионных программ — «Неголубой огонёк» на телеканале РЕН ТВ и «Первая Ночь с Олегом Меньшиковым» на телеканале НТВ; и одного из организаторов фестиваля «Нашествие». С 1994 года снимается в кино. Большую известность ему принесла роль диджея Макса в фильмах «День выборов», «День радио» и «О чём ещё говорят мужчины».
С 2007 года принимает участие как режиссёр и актёр в телевизионном скетч-шоу на канале РЕН ТВ «Дальние родственники». В 2008 году был режиссёром телевизионного скетч-шоу на канале ТНТ «Женская лига». B 2009 году режиссёр спектакля «Кто» в «Другом Театре».
В 2011 году награждён за спектакль «Кто» в «Другом Театре» зрительской премией «Живой театр» в номинации «Режиссёр года: новая волна».
С 27 апреля 2013 по 27 декабря 2014 года был ведущим программы «Устами младенца» на канале Disney. С 16 марта 2018 года — ведущий детективного шоу «Шерлоки» на телеканале ТВ-3.
Регулярно снимается в кино и сериалах. В 2018 году сыграл в драме «Человек, который удивил всех», получившей несколько наград, в 2020 году — исполнил одну из главных ролей в сериале «Беспринципные». В 2022 году в российский прокат вышла комедия «Любовники», снятая при участии актёра.

### Взгляды

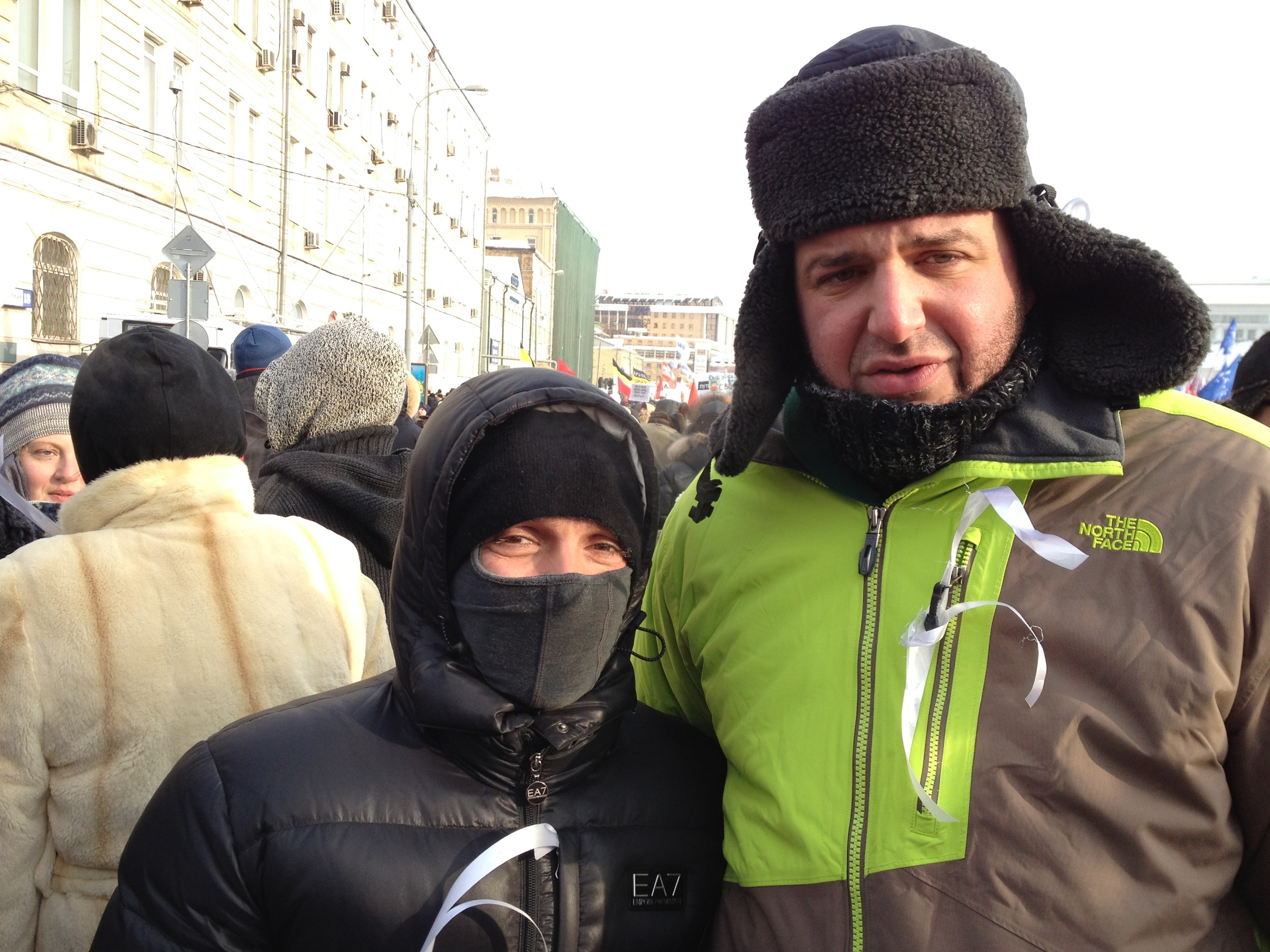
Леонид Барац и Максим Виторган на митинге 4 февраля 2012 года в Москве

Неоднократно принимал участие в акциях протеста против фальсификации выборов. В феврале 2013 года выступил против так называемого «антигейского закона», назвав его попыткой власти разделить общество и отвлечь внимание от реальных проблем. В сентябре 2013 выступил на предвыборном митинге в поддержку Алексея Навального.
В мае 2019 года Виторган раскритиковал празднование Дня Победы, которое, по его словам, ныне представляет собой «детский утренник с плясками и танчиками». Актёр выразил надежду, что когда-нибудь День Победы будет переименован в День Тишины. Суждение Виторгана вызвало негативный резонанс, и впоследствии он заявил, что СМИ извратили его слова.
Виторган высоко оценил стойкость А. А. Навального после отравления в 2020 году. По поводу осуждения Навального к лишению свободы 2 февраля 2021 года актёр сказал:

Посадили, не выдержав невиданной прежде наглости: он вернулся. Он не вступил в бессловесный сговор с ГБ. А они дали ему шанс «мирного» по их логике исхода. Он вернулся. Он положил на все их размены, экивоки и угрозы.
В феврале 2022 года выступил против вторжения России на Украину, назвав его позором, поддержал деятелей культуры, признанных «иностранными агентами». Предположительно из-за его антивоенной позиции, в 2023 году Виторгана вырезали из второго сезона сериала «Контакт», заменив его на дипфейк и убрав упоминание из титров.

### Личная жизнь
Первый брак с актрисой ТЮЗа Викторией Верберг (род. 10 июня 1963). Дочь Полина (род. 26 июля 1996), актриса. Сын Даниил (род. 19 сентября 2000).
Второй брак с Натальей, маркетологом.
Третий брак с Ксенией Собчак (род. 5 ноября 1981), телеведущей и журналисткой (с 1 февраля 2013 по 21 января 2019 года), сын Платон Виторган-Собчак (род. 18 ноября 2016). 21 января 2019 года произошла драка между Виторганом и режиссёром Константином Богомоловым. 8 марта 2019 года Собчак и Виторган подтвердили, что давно живут раздельно, но продолжают вместе воспитывать сына.
С 2019 года состоит в отношениях с актрисой Нино Нинидзе. Расстались в 2023 году.

## Работы

### Фильмография
- 1989 — Светик — Валера
- 1994 — Прохиндиада 2 — Геша
- 1998 — Сочинение ко Дню Победы — бандит
- 2002 — Специальный репортаж, или Супермен этого дня — Вадим
- 2003 — Даша Васильева. Любительница частного сыска — Санька
- 2004 — Против течения — Мартин
- 2005 — Крупногабаритные — Вениамин Макаров
- 2006 — Девять месяцев — депутат
- 2006 — Кошачий вальс — Лев
- 2006 — Рассмешить Бога — Глеб Перфилов
- 2007 — Маша и море — Саша
- 2007 — День выборов — диджей Макс
- 2008 — День радио — диджей Макс
- 2010 — Гербарий Маши Колосовой — Игорь, бизнесмен
- 2010 — О чём говорят мужчины — Ромео
- 2010 — Манипулятор — Айзек
- 2011 — Дед Мороз всегда звонит трижды — Алексей, друг Константина
- 2011 — Купидон — Купидон
- 2011 — О чём ещё говорят мужчины — диджей Макс
- 2011 — 2012 — Хозяйка моей судьбы — Василий
- 2012 — И отцы, и дети — Давид Зисельсон
- 2012 — Клуши — Вадим, муж Дарьи
- 2012 — С новым годом, мамы! — Саша, муж Маши (Марии Викторовны) и папа Полины
- 2012 — Дневник доктора Зайцевой — Лев Рубцов
- 2013 — Мёбиус — Собчак, агент ФСБ
- 2013 — Идеальный брак — Валера
- 2013 — 12 месяцев — ухажёр
- 2013 — Отдать концы
- 2013 — Новый старый дом — Илья Ширко
- 2014 — С Восьмым марта, мужчины! — Лев Касперский
- 2014 — Чемпионы — тренер
- 2014 — Дневник Луизы Ложкиной — Артур
- 2014 — Корпоратив — водитель Рома
- 2014 — Любит не любит — редактор Максим[23]
- 2015 — Лондонград — Сергей Сергеевич Олейников, второй атташе по культуре в посольстве РФ в Великобритании (с четвёртой серии)
- 2015 — Весеннее обострение — Анатолий
- 2015 — Мамочки — Юрий Анатольевич
- 2016 — Петербург. Только по любви — актёр в роли Довлатова
- 2016 — Беглецы — майор
- 2016 — Кризис нежного возраста — Валера
- 2016 — День выборов 2 — Максим, телеведущий из Москвы
- 2016 — Рыба-мечта / Riba-mechta — Марк
- 2016 — Оптимисты — Покровский
- 2016 — Садовое кольцо — Борис
- 2017 — Жизнь впереди — Владимир, муж Аллы
- 2017 — Яна+Янко — Игорь
- 2017 — Килиманджара — капитан Мамедов
- 2017 — Погоня за шедевром — Макс
- 2017 — Максимальный удар — Добрынин
- 2018 — Пришелец — Пётр Новиков, связист ЦУПа
- 2018 — Опасные танцы — Геннадий Твёрдохлеб
- 2018 — Подбросы — бизнесмен
- 2018 — Дневник новой русской — Боба
- 2018 — Новый человек — Витя, бухгалтер-перфекционист
- 2018 — Этюды о свободе — Эдуард
- 2018 — Человек, который удивил всех — профессор
- 2019 — Заступники — Аркадий Неволин
- 2020 — Просто представь, что мы знаем — Тёма
- 2020 — Беспринципные — хозяин яхты Константин
- 2020 — Королева — Дмитрий
- 2020 — Беезумие — Максим
- 2020 — Процесс — судебный пристав
- 2021 — Контакт — Александр Падин
- 2021 — БУМЕРанг — Серёга
- 2021 — В Бореньке чего-то нет — Максим
- 2021 — Чиновница — Павел
- 2022 — Нормальный только я — дядя Рома
- 2022 — День слепого Валентина — Максим
- 2022 — Любовники — Аркадий
- 2022 — С нуля — Марк, любовник Валерии и Даши
- 2023 — О чём говорят мужчины. Простые удовольствия — Косиков, одноклассник Славы

### Театр
- День радио «Театр „Квартет И“»
- День выборов «Театр „Квартет И“»
- «Кто» (режиссёр), «Другой Театр»
- «Ближе». Режиссёр: Владимир Агеев, «Другой Театр»
- «Уйти нельзя остаться». Продюсерская компания «Театр»
- «Чуть-чуть о женщине». Режиссёр: Владимир Агеев, «Другой Театр»
- «Гроза» (Борис) (реж. Генриетта Яновская, МТЮЗ)[24]
- «Казнь декабристов» (Николай I) (реж. Кама Гинкас, МТЮЗ)[24]
- «Жестокие игры» (Ловейко) (реж. Марк Захаров, Ленком)[24]
- «Мудрец» (Курчаев) (реж. Марк Захаров, Ленком)[25]
- «Секс, ложь и видео» (Грэм) (Театр п/р О. Табакова)
- «Ю» (Сева) (реж. Евгений Каменькович, МХТ имени Чехова)
- «Антигона» (реж. Тимур Чхеидзе, МХТ имени Чехова)
- «Количество» (Майкл Блэк, его сын, 35 лет; Бернард, клон его сына, 35 лет; Бернард, клон его сына, 40 лет) (реж. Михаил Угаров, МХТ имени Чехова)
- «Лёгкий привкус измены» (муж Кати) (реж. Марина Брусникина, МХТ имени Чехова)
- «Солнце сияло» (Конев) (МХТ им. Чехова)
- «Преступление и наказание» (Разумихин) (реж. Елена Невежина, МХТ им. Чехова)
- «Шаман с Бродвея» (сын) (реж. Эммануил Виторган)[26]
- «Близость» (Ларри) (реж. Елена Новикова, Центр имени Вс. Мейерхольда)[27]
- «Две комнаты» (Олег Камаев; Витя)
- «Женитьба» (Подколёсин) (реж. Филипп Грегорьян, Театр наций)
- «Вишнёвый сад» (Гаев) (реж. Мирзоев, Театр имени Пушкина)[28]
- «Возвращение домой» (Тэдди) (реж. Мирзоев, Частный театр Максима Суханова)[29]

### Телевидение
- 1997 — 1998 — «Слабо?!» («РТР») — ведущий
- 2004 — «Неголубой огонёк» — режиссёр
- 2005 — «Неголубой огонёк-2» — режиссёр
- 2005 — «Первая ночь с Олегом Меньшиковым» — режиссёр
- 2007 — «Дальние родственники» («РЕН ТВ / РЕН») — актёр, режиссёр
- 2008 — «Женская лига» (четвёртый сезон) («ТНТ») — режиссёр
- 2010 — «Хочу знать» («Первый канал») — соведущий
- 2010 — «Здравствуйте, девочки!» («Первый канал») — ведущий
- 2011 — «Прогнозы» («ТВ Центр») — ведущий
- 2013 — 2014 — «Устами младенца» («Disney») — ведущий
- 2018 — «Шерлоки» («ТВ-3») — ведущий

### Участие в телепроектах
- 2004 год — участник телеигры «Форт Боярд» с участием Эрнеста Мацкявичюса, Натальи Забузовой, Игоря Лифанова, Татьяны Александровой и Сергея Трофимова. Выигрыш: 95 130 рублей.
- 2007 год — участник телеигры «Турдыкла». В выпусках 6-9 участвовал в паре с Алексеем Кортневым. Со счётом 3:1 покидает игру.
- 2010 год — участник телеигры «Кто хочет стать миллионером?» с Нонной Гришаевой. Выигрыш: 100 000 рублей.
- 2010 год — участник телеигры «Сто к одному» в команде «Квартет И»: Александр Демидов, Камиль Ларин, Ростислав Хаит и Анна Касаткина.
- 2014 год — участник телеигры «Большой вопрос». По итогам игры получено 3 очка (книга «Записки неудачника»).

### Дубляж
- 2013 — «Реальная белка» — король Пин
- 2015 — «Головоломка» — Бинго-Бонго[30]
- 2021 — «Кролик Питер 2» — кролик Барнабас

### Радио
- 2013 — «Утро в Москве» (Сити FM) — ведущий

### Музыкальные видео
- В 2005 году снялся в клипе группы «БИ-2» на песню «Медленная звезда».
- В 2011 году снялся в клипе Васи Обломова на песню «Письмо счастья».
- Снялся в клипе группы «Мумий Тролль» «Бермуды».

### Комментарии
1. ↑  Разговорное название ФСБ, происходит от КГБ — названия тайной полиции в СССР.

### Сноски
1. ↑  Интервью М. Виторгана программе «Мой герой» (телеканал ТВЦ).
2. ↑  Максим Виторган. Энциклопедия звёзд. 7days.ru. Дата обращения: 24 августа 2015. Архивировано 26 августа 2015 года.
3. ↑  Канал Disney возрождает шоу «Устами младенца». Life-Star (31 марта 2013). Дата обращения: 24 августа 2015. Архивировано 5 ноября 2013 года.
4. ↑  Максим Виторган: «Я бы потренировал свою мозговую мыщцу». БК55 (5 марта 2018). Дата обращения: 10 марта 2018. Архивировано 10 марта 2018 года.
5. ↑  Оргкомитет митинга 24 декабря согласовал состав выступающих. Грани.ру (23 декабря 2011). Архивировано 15 февраля 2013 года.
6. ↑  Шеин летит в Москву на встречу с Чуровым. Грани.ру (16 апреля 2012). Архивировано 15 февраля 2013 года.
7. ↑  В «Контрольной прогулке» приняли участие более 20 тысяч москвичей. Грани.ру (13 мая 2012). Архивировано 15 февраля 2013 года.
8. ↑  О гомофобном законе. Грани.ру (13 февраля 2013). Архивировано 15 февраля 2013 года.
9. ↑  Между культовым и народным. Лента.ру (6 сентября 2013). Архивировано 8 сентября 2013 года.
10. ↑  Виторган дал совет россиянам, как праздновать День Победы. Газета.Ru. Дата обращения: 15 мая 2019. Архивировано 7 июня 2020 года.
11. ↑  Максим Виторган объяснил свои слова о праздновании Дня Победы. РБК. Дата обращения: 15 мая 2019. Архивировано 13 мая 2019 года.
12. 1 2 3  Нейросети на службе цензуры: Максима Виторгана «вырезали» из сериала, заменив дипфейком. BBC News Русская служба (25 августа 2023). Дата обращения: 5 сентября 2023. Архивировано 5 сентября 2023 года.
13. ↑  «Трагическое разочарование». Знаменитости возмутились из-за реального срока Навальному Архивная копия от 3 февраля 2021 на Wayback Machine, BBC, 3.02.2021
14. 1 2  Лицо Максима Виторгана заменили дипфейком в российском сериале. Актер выступает против войны. «Холод» (25 августа 2023). Дата обращения: 5 сентября 2023. Архивировано 5 сентября 2023 года.
15. 1 2  Выступившего против войны актера заменили дипфейком в сериале медиахолдинга «Газпрома». Русская служба The Moscow Times (25 августа 2023). Дата обращения: 5 сентября 2023. Архивировано 5 сентября 2023 года.
16. ↑  Виктория Верберг — биография, фильмография, фотографии актрисы. Дата обращения: 10 сентября 2017. Архивировано 10 сентября 2017 года.
17. ↑  Старший сын Максима Виторгана сделал комплимент Нино Нинидзе. teleprogramma.pro. Дата обращения: 27 декабря 2019. Архивировано 27 декабря 2019 года.
18. ↑  Ксения Собчак стала третьей женой Максима Виторгана // НТВ.Ru. Дата обращения: 12 сентября 2013. Архивировано 12 августа 2013 года.
19. ↑  Ксения Собчак вышла замуж за Максима Виторгана. РосБизнесКонсалтинг. 2 февраля 2013. Архивировано 3 февраля 2013. Дата обращения: 2 февраля 2013.
20. ↑  Собчак рассказала о причинах развода с Виторганом. РИА Новости (16 марта 2019). Дата обращения: 16 марта 2019. Архивировано 16 марта 2019 года.
21. ↑  Кира БУЛЫЧЕВА | Сайт «Комсомольской правды». После драки Виторгана и Богомолова Собчак увезла утешать режиссера в другой ресторан. KP.RU - сайт «Комсомольской правды» (23 января 2019). Дата обращения: 16 марта 2019. Архивировано 15 марта 2019 года.
22. ↑  «Я не я». Максим Виторган запостил хронику своей жизни за последний год. На фото он позирует с Пугачевой, Собчак, Козловским, Стычкиным и Нинидзе. РБК life. Дата обращения: 17 декабря 2024.
23. ↑  Вышел первый трейлер фильма «Любит — не любит». Дата обращения: 12 мая 2015. Архивировано 18 мая 2015 года.
24. 1 2 3  Виторган Максим Эммануилович. Дата обращения: 13 мая 2015. Архивировано 17 февраля 2015 года.
25. ↑  Мудрец. Дата обращения: 13 мая 2015. Архивировано 17 марта 2015 года.
26. ↑  Шаман с Таганки и его сын Архивная копия от 18 мая 2015 на Wayback Machine
27. ↑  Максим Виторган. Дата обращения: 13 мая 2015. Архивировано 19 мая 2015 года.
28. ↑  Вишнёвый сад. Дата обращения: 12 мая 2015. Архивировано 26 мая 2015 года.
29. ↑  Возвращение домой. Дата обращения: 12 мая 2015. Архивировано 18 мая 2015 года.
30. ↑  Российский состав актёров озвучивания анимационного фильма Disney/Pixar «Головоломка». Дата обращения: 12 мая 2015. Архивировано 18 мая 2015 года.